# Instytut Niepokalanej Matki Kościoła
Instytut Niepokalanej Matki Kościoła – żeński instytut świecki życia konsekrowanego powołany na prawie diecezjalnym, zrzeszający kobiety, które, pozostając osobami świeckimi, składają śluby czystości i posłuszeństwa oraz żyją duchowością Ruchu Światło-Życie.

## Działalność
Dwie trzecie członkiń Instytutu żyje we wspólnocie, natomiast 1/3 – indywidualnie, pozostając w swoich środowiskach i pracując zawodowo, a czasem podejmując konkretne prace na rzecz wspólnoty. Starają się wnosić tam, gdzie żyją i pracują, przesłanie Ewangelii. Nie noszą żadnych oznak swojej konsekracji i – najczęściej – nie ujawniają faktu swej przynależności do Instytutu. 
Instytut podejmuje m.in. ewangelizację, tworzenie środowisk wychowawczych, odnowę katechumenatu rodzinnego (poprzez formację małżeństw i rodzin), zaangażowanie w świat kultury, obecność w mediach, zaangażowanie w życie społeczno-polityczne i gospodarcze oraz pracę w różnych zawodach.
Wiele z członkiń posługuje w centrach Ruchu Światło-Życie, a także angażuje się w działalność Krucjaty Wyzwolenia Człowieka, m.in. prowadząc rekolekcje ewangelizacyjne dla uzależnionych, ale także kursy i szkolenia z pedagogiki zabawy, metod aktywizujących w katechezie oraz szkolenia wodzirejów zabaw bezalkoholowych. Z inicjatywy Instytutu w Lublinie powstała grupa „Odwaga”, która próbuje służyć pomocą duchową osobom o skłonnościach homoseksualnych, które pragną żyć w zgodzie z nauką Kościoła. 
Instytut liczy ponad 100 członkiń. Działa w 17 diecezjach w Polsce i 7 za granicą, w 5 krajach, w tym:
- w Niemczech – w diecezjach spirskiej i rottenbursko-stuttgarckiej,
- na Słowacji – w diecezjach spiskiej i koszyckiej,
- na Ukrainie – w diecezji kamieniecko-podolskiej,
- we Włoszech – w Rzymie
- w Brazylii – w Umburanas[2].

Odpowiedzialną główną Instytutu w kadencji 2010–2016 jest Jolanta Szpilarewicz, która zastąpiła na tym stanowisku Ewę Kusz, będącą jednocześnie przewodniczącą Światowej Konferencji Instytutów Świeckich.

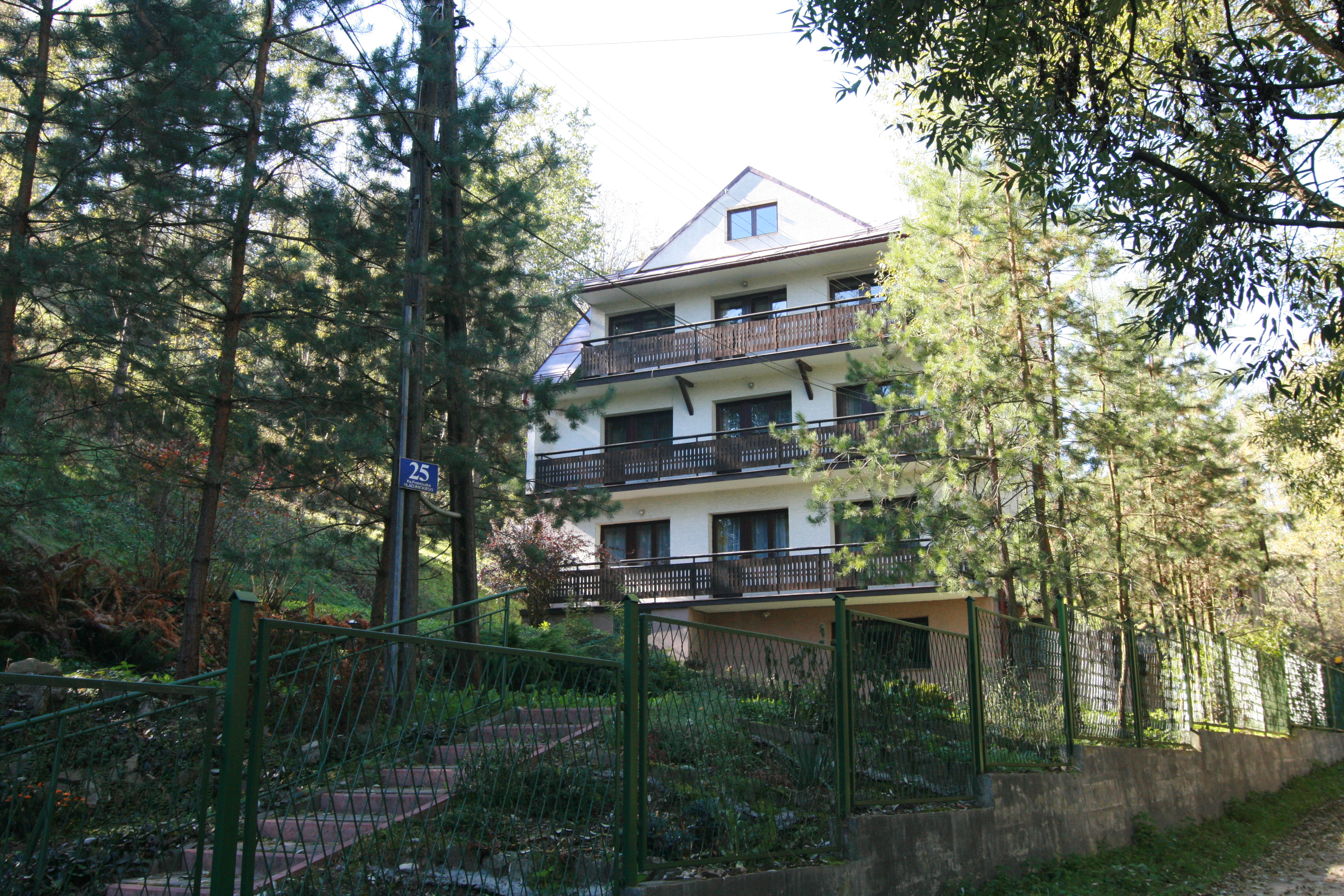
Siedziba Instytutu przy ul. ks. Franciszka Blachnickiego 25 w Krościenku nad Dunajcem

## Siedziba
Siedzibą Instytutu jest budynek przy ul. ks. Franciszka Blachnickiego 25 w Krościenku nad Dunajcem, który został przez niego zakupiony w 1981 roku. 23 czerwca 2005 roku odbyło się błogosławieństwo kaplicy pw. Niepokalanej Matki Kościoła, znajdującej się w tym budynku.

## Historia
W 1957 roku 5 kobiet rozpoczęło pracę w tworzonym przez ks. Franciszka Blachnickiego Ośrodku Katechetycznym w Katowicach, który z czasem przekształcił się w Centralę Krucjaty Trzeźwości i Wstrzemięźliwości. 24 maja 1958 roku sześć kobiet (Dorota Seweryn, Joanna Panek, Zuzanna Podlewska, Maria Pełka, Zyta Kocur i Gizela Skop) zdecydowało się zamieszkać razem i rozpocząć „2-letni okres próby w Zespole Niepokalanej”. Gdy w sierpniu 1960 roku Służba Bezpieczeństwa zlikwidowała Krucjatę, działaczki przyszłego Instytutu zamieszkały w Krościenku nad Dunajcem.
Członkinie Instytutu towarzyszyły ks. Blachnickiemu przy organizowaniu pierwszych oaz dla ministrantów, a po Soborze Watykańskim II pracowały w ramach rozwijającego się Ruchu Żywego Kościoła zwanego od 1976 roku Ruchem Światło-Życie.
Instytut został zatwierdzony na prawie diecezjalnym w 1996 roku przez ówczesnego biskupa tarnowskiego Józefa Życińskiego.
W 1998 Instytut Niepokalanej Matki Kościoła powołał Instytut im. ks. Franciszka Blachnickiego, czuwający nad zachowaniem duchowej spuścizny ks. Blachnickiego, gromadzący materiały archiwalne oraz prowadzący działalność wydawniczą.